# NGC 3439
NGC 3439 is een elliptisch sterrenstelsel in het sterrenbeeld Leeuw. Het hemelobject werd op 25 maart 1865 ontdekt door de Duitse astronoom Albert Marth.

## Synoniemen
- ZWG 66.50
- PGC 32634